# ボーモント駅
ボーモント駅 （英語： Beaumont Station ）は、アメリカ合衆国テキサス州ボーモント ウェスト・シダー・ストリート2555にある駅。全米各地を結ぶ旅客鉄道のアムトラックが乗り入れている。

## 概要
2012年初め、旧ミズーリ・パシフィック鉄道（MOPAC）が建設したホームを置き換えるものとして待合室を備えた駅が開業した。2005年までは、乗客はプレハブ駅舎を供用していたが、ハリケーン・リタにより損傷を受けてしばらく使用した後、解体された。市職員は繁華街に近い場所に新しい駅を建設することを望んでいたが不可能であった。デルタ線や他の鉄道インフラの存在が、繁華街への所望する駅の再配置を阻んだ。新しい駅舎は大きな窓に囲まれた1階建ての待合室を持ち、風を防ぐだけでなく、十分な日光がスペースを満たす。通りや線路に面したファサード、待合室は深い庇をもつ定型化した突き出した柱間により際立たせられている。看板と照度基準が改善された点字ブロックを持つ約167メートルのプラットホームが設置された。
125万ドルのプロジェクトは、2009年アメリカ復興・再投資法の下、アムトラックのモビリティ・ファースト構想を通じて資金が供給された。新駅の建設に先立ち、駅の更なる開発のために不動産を取得するためボーモント市、ユニオン・パシフィック鉄道、アムトラック間で契約に至った。ボーモント市は乗客のための公共トイレが設置される警察署支署を建設するという計画でユニオン・パシフィック鉄道から18,615平方メートルの土地を281,915ドルで購入した。2012年1月にボーモント市議会は、このプロジェクトのための予算289,000ドルを承認した。提案された構造は駅と同様に赤レンガを使用し似せたものであった。

## 利用可能な鉄道路線／列車
アムトラックの停車する列車は下記の通り。
ニューオーリンズとロサンゼルス間の夜行長距離列車サンセット・リミテッド号 …ロサンゼルス方面 月・水・土、ニューオーリンズ方面 火・金・日出発
※ロサンゼルス行き列車はサンアントニオ駅でシカゴ発のテキサス・イーグル号と併結される。ニューオーリンズ行き列車はサンアントニオ駅までテキサス・イーグル号と併結され、サンアントニオ駅で切り離し。